# Архимандрит Мардарије (Шишовић)
Мардарије (световно Миленко Шишовић; Гојна Гора код Горњег Милановца, 28. јул 1919 — Манастир Режевићи, 13. јул 2006) био је православни архимандрит и игуман Манастира Режевићи.

## Биографија
Игуман Мардарије Шишовић рођен је у Гојној Гори 28. јула 1919. године. На крштењу је добио име Миленко. Основно школовање завршио је у свом родном месту. Завршио је и занатску школу у Загребу. Тамо је радио око шест година до своје 19. године. У то време, 1940. године, позват је у војску. Као војник служио је у ауто јединици свега пет месеци, а онда се у априлу 1941. заратило. Миленко успева тада да дође кући, где остаје само неколико месеци.
Како су из његовог села биле већ отишле две девојке у манастир, Божидарка и Наталија, ћерке познатог богомољца Милије Ристивојевића (прва 1937, а друга 1939. године), то се и Миленко одлучује да пође у манастир. Испитавши себе и своје жеље за манастирским животом, он одлази у Манастир Преображење 8. новембра 1942. године. Одвео га је у манастир његов комшија, већ поменути богомољац тога краја Милија Ристивојевић. Прво су отишли у Манастир Јовање (Овчарско-кабларска клисура), где су Милијине ћерке, и ту преноћили. Сутрадан су, после свете Литургије, пошли у Манастир Љубостињу, да се јаве владици Николају Велимировићу и да узму благослов за Миленков одлазак у манастир. Пошто у то време у Преображењу није било никога, Владика се, замишљен, заинтересовао за Миленков живот и занимање. Када је чуо да је он занатлија из околине Овчара и Каблара, много се обрадовао и том приликом рекао да му је један сељак из Парменца нудио за Преображење једну лепу њиву и јабучар, од укупно 5 хектара. Владика се захвалио сељаку на његовом богатом и дивном дару за Преображење, али га није хтео примити, препоручио га је другима, јер је одлучио да монаси у манастиру Преображењу, „кад устају, иду у цркву и мисле о Богу, о свом подвигу и молитви, а не о њиви и о штали.” Зато Преображење по овом свом митроносном ктитору и његовом светом благослову ни до данас нема имања, ни стоке, нити се у том манастиру једе месо. Тако је Миленко, радостан, примио преображењски кључ од манастира Никоља и тако пошао у Преображење. Како тамо у Преображењу није било готово ничега чиме би се могао користити за издржавање, то се он обрати сестрама у Јовању и оне га помогну у посуђу и намирницама најнеопходнијим. Тако је у монашки скромном живљењу Миленко провео три месеца као чувар манастира Преображења, посећујући недељом и празницима богослужење у другим манастирима. После три месеца њему се придружио и један богомољац из села Лучића код Пожаревца, који се звао Живота Станојевић. Са Животом је провео још два-три месеца, а онда долази у Преображење жички јеромонах отац Васијан Мишић, који је, после страдања Жиче, преко Крњева дошао Владици Николају у Љубостињу и ту остане као духовник извесно време. Када су ожевима избодене и поклане три љубостињске сестре монахиње: две рођене сестре игуманије Саре, Антонина и Радојка (Евгенија), и искушеница Милка, као и два избегла из Манастира Жиче калуђера: јеромонах Сава и јерођакон Валеријан, пошто је, како кажу, и отац Васијан био на том списку за ликвидирање, он је на време, будући обавештен, утекао кроз прозор и дошао у Манастир Преображење. Тако је отац Васијан извесно време провео у Преображењу као гост, а затим је од Жичког црквеног суда постављен за старешину манастира Преображења.
Годину дана по доласку оца Васијана, у Преображење долази још један жички духовник, јеромонах Евстатије Ракић, који је после страдања Жиче једно време, као духовник, провео у Јовању. Из Јовања, негде почетком 1944, он одлази у Преображење. Тако је ово мало мисионарско братство, изникло из богомољачког покрета, наставило да живи по светогорском монашком типику са пуним богослужењем и свакодневном светом Литургијом. Његово издржавање у манастиру било је од богослужења, мисионарења у народу и ручног занатског рада као што је прављење свећа, ћурчиског заната и од дугог, а не од пољопривреде и личне економије, које нису ни имали. Миленко је замонашен у Манастир Преображењу у расу 1944. године, а у малу схиму 20. јуна 1946. са монашким именом Мардарије. За ђакона рукоположио га је епископ Викентије 29. августа 1958. године. За јеромонаха рукоположен је 24. јула 1966. године, од епископа Германа у Манастир Никоље Кабларско.
Будући даровит за многе занате, поготово за грађевинарство и електрификацију, отац Мардарије наставља се обновом и изградњом нових конака у Манастир Преображењу, где су се често одржавали богомољачки, мисионарски скупови. Поред конака у Преображењу, отац Мардарије радио је интензивно и на обнови конака у Манастир Сретењу (Овчар), које су Немци порушили бомбардовањем 1941. године. Такође, обновио је конак и формирао капелу у „Граду”, како се од давнина зове сретењски виноград у Паковраћу. По завршетку грађевинских радова, у „Град” је довео још лепу планинску воду. Затим је отац Мардарије радио и у Манастир Никољу Кабларском на довршавању новог конака и капеле 1953—1954. године, да би се имале где сместити јовањске сестре због потапања Манастира Јовања (Овчарско-кабларска клисура). Шод његовим руководством вршена је обнова манастирског конака и зидана дивна нова капела у Манастиру Ћелије. Одмах затим, у то послератно доба, поставио је леп мозаик-под у лелићској цркви, задужбини владике Николаја Велимировића.
У новом Манастиру Јовању (Овчарско-кабларска клисура), као члан Грађевинског одбора, отац Мардарије био је главни извођач и иницијатор радова којом приликом је имао много сметњи од тадашњих безбожних власти, као и других у црквеној средини. Али захваљујући помоћи и подршци других манастира, посебно богомољаца из околних села, поготово из Трепче, он је успео да срећно доврши изградњу овог дивног овчарског манастира.
Затим, по доласку епископа Василије Костића у Епархију жичку 1960. године, отац Мардарије одлази у Београд, где ради на обнови Манастира Рајиноваца, недалеко од Гроцке, а Манастир Сланце обнавља из основа, и то како цркву тако и конак. По благослову Патријарха Германа подиже велелепан храм Вазнесења Господњег у Великој Дренови од 1960 до 1962 године. Кад је завршио те радове, по потреби одлази у Далмацију, у Манастир Крку, 1963. године, да помогне обнову манастирских конака и изврши припрему са братством за отварање Богословије у манастиру Крки.
Из Карловаца оца Мардарија Патријарх српски Герман упућује у Пећку патријаршију негде 1964. године. Тамо у манастир доводи воду са извора од Ловачког дома и изводи низ радова у Пећском манастиру у вези са водоводом. Такође, изводи адаптацију и електирифкацију старог конака и патријархових просторија, који су 16. марта 1981. године спаљени.
Исцрпљен свим тим бригама и пословима обнове разних манастира, цркава и богословија, отац Мардарије одлази у Београд ради лечења од бронхијалне астме и упорног кашља (енфизем), где су га лекари интензивно лечили шест недеља. На предлог старог специјалисте лекара Церемановића, отац Мардарије одлази на јадранско, јужно приморје на два месеца ради климатског лечења. Дошао је у тада разрушен Манастир Режевићи у 4 сата по подне и већ сутрадан око 10 сати осећа се већ потпуно без астме те баца све лекове. Тако он у Режевићу остаје само 18 дана и враћа се у Београд здрав. То му је дало повода да потражи од црногорског митрополита Данила Дајковића пријем, да пређе у неку црногорску епархију. Тако отац Мардарије по свом избору добија Манастир Подластва, који је био празан и запуштен. Педесет и два дана после доласка у Подластву 1966. године, наишао је земљотрес „Петровачки епицентар” од седам и по (7,50) степени меркалијеве скале, који је направио велику штету у читавом Црногорском приморју, што је било повод митрополиту Данилу да повери оцу Мардарију да, поред Подластве, прими још и манастир Режевић ради његовеобнове. Тако се отац Мардарије одлучи и прими манастир Режевић, који је, као и Подластву, обнављајући држао три године.
Не могући више држати оба манастира, отац Мардарије умолио је игумана Константина Кнежевића, из Манастир Радовашнице у Епархији шабачко-ваљевска, да преузме манастир Подластву. Тако отац Константин са још две сестре долази и прима управу манастира Подластве. Тада се отац Мардарије повлачи у манастир Режевић, где употребљава све своје снаге и способности на обнови овог немањићког манастира. Када је дошао први пут у Режевић, црква је била запуштена а кона порушен и спаљен. На сред конака израсла је велика смоква и око је руина и коров. Игуман из Прасквице отац Борис Каженегра посекао је смокву, негде 1962. године, када се почела градити магистрала, и том приликом ставио је провизоран кров на конак од старе грађе, који је приликом земљотреса пропао. Тако је отац Мардарије почео да гради и обнавља „од темеља до слемена”. Но, за кратко време успео је да конструктивно обнови и статички утврди и цркве и конаке гвозденим утегама и армираним монта-плочама, као и кровом од каналица, то јест, ћерамиде.
Упокојио се 13. јула 2006. године у Манастиру Режевићи а сахрањен је у Манастир Јовање (Овчарско-кабларска клисура).